# Миклавш Јакубица
Миклавш Јакубица (глсрп. Mikławš Jakubica, лат. Nicolaus Jacob; Kubike; прва половина 16. века, околина Жара) био је лужичкосрпски свештеник, први преводач Новог завета на лужичкосрпски (доњолужичкосрпски) језик.

## Биографија
О његовом животу се мало зна. Према лингвистици, његов живот се одвијао на подручју доњолужичкосрпског дијалекта у близини Жара. Очигледно је да је Јакубица учествовао у Реформацији на граници Шлеске и Лужице. Године 1524. у селу Лубанице помиње се проповедник Николаус Кубике или Кубке. Године 1540. помиње се неки Јакоб — проповедник у селу Липинки Лужицке западно од Жара, баш тамо је живео парохијски свештеник Николаус Јакоби (вероватно 1556—1563. година). Оба села припадала су аугустинском манастиру у Жагању. Опат овог манастира Паул Лемберг 1520-их година прешао је у Реформацију. У априлу 1524. године међу монасима манастира — будућих проповедника нове вере Лемберга, помиње се парох Николаус. Источно од Жара живела је породица Јакоб из Шпротаве.
Највероватније је био припадник аугустинског манастира у Жагању. После усвајања евангелистичке вере послан је у село Лубанице 1523. године, где је оставао до 1525. године. 1. августа 1548. године завршио је превод Новог завета (немачке Лутерове библије) у источном дијалекту доњолужичкосрпског језика са цртама горњолужичкосрпског, пољског и чешког језика. Књига садржи више од 650 страница и представља најопсежнији језички споменик свога времена.
У колофону Новог завета Јакубице је лужичкосрпско име — Miklawusch Jakubica (касни натпис на латинском језику — Nicolaus Jacubiky. Рукопис Јакубице отворио је крајем 19. века у берлинској Краљевској библиотеци варшавски славист А. Кухарски. Оригинал Новог завета се данас чува у Берлину.